# Барре-Синусси, Франсуаза
Франсуа́за Барре́-Синусси́ (фр. Françoise Barré-Sinoussi МФА: [fʁɑ̃swaz baʁesinusi]о файле; род. 30 июля 1947, Париж) — французский вирусолог, лауреат Нобелевской премии в области медицины и физиологии 2008 года, которую она разделила с Харальдом цур Хаузеном и Люком Монтанье. Под руководством последнего участвовала в открытии в 1983 году ретровируса ВИЧ, вызывающего синдром приобретённого иммунного дефицита у человека. Член Французской АН, иностранный член Национальной медицинской академии США (2018). Доктор, почетный в отставке сотрудник Института Пастера.